# Cryptarcha strigata
Cryptarcha strigata – gatunek chrząszcza z rodziny łyszczynkowatych i podrodziny Cryptarchinae. Zamieszkuje państwo holarktyczne.

## Taksonomia
Gatunek ten opisany został po raz pierwszy w 1787 roku przez Johana Christiana Fabriciusa pod nazwą Nitidula strigata.

## Morfologia
Chrząszcz o ciele długości od 3,2 do 4,5 mm, stosunkowo mocno wypukłym, w zarysie owalnym. Oskórek jest nieregularnie punktowany i porośnięty dwoma rodzajami włosków – odstającymi białawymi i przylegającymi ciemniejszymi. Głowa ubarwiona jest czarno. Czułki wieńczą buławki o stosunkowo luźno zestawionych członach. Przedplecze jest czarne z rdzawo rozjaśnionymi brzegami. Krawędź podstawowa przedplecza jest falisto wykrojona. Pokrywy są czarne z rdzawymi brzegami i dwoma parami wąskich, zygzakowatych plam o barwie kremowej do rdzawej. Rzędy pokryw są wąskie, płytkie i bardzo delikatne, jednak rządek przyszwowy widoczny jest od szczytu pokryw aż za połowę ich długości. Przedpiersie ma wyrostek międzybiodrowy ku tyłowi lekko rozszerzony i na szczycie gwałtownie ścięty, co wyraźnie odróżnia go od C. undata. Odnóża mają wyraźnie, sercowato rozszerzone trzy początkowe człony stóp.

## Ekologia i występowanie
Owad ten zamieszkuje lasy, zadrzewienia i parki. Jest gatunkiem saproksylicznym. Bytuje w zagrzybiałych pniach i pniakach, hubach oraz wyciekającym z drzew soku. Larwy są mykofagiczne. Zimowanie odbywa się w stadium owada dorosłego pod korą starych drzew i w porastających je mchach. Wiosną owady dorosłe spotyka się także w gnijących na polach burakach.
Gatunek holarktyczny. W Europie znany jest z Portugalii, Hiszpanii, Andory, Irlandii, Wielkiej Brytanii, Francji, Belgii, Luksemburga, Holandii, Niemiec, Szwajcarii, Austrii, Włoch, Danii, Szwecji, Norwegii, Finlandii, Estonii, Litwy, Polski, Czech, Słowacji, Węgier, Białorusi, Ukrainy, Mołdawii, Rumunii, Bułgarii, Słowenii, Chorwacji, Bośni i Hercegowiny, Czarnogóry, Serbii, Albanii, Macedonii Północnej, Grecji oraz europejskich części Rosji i Turcji. Poza tym zamieszkuje palearktyczną Azję i nearktyczną Amerykę Północną. W Polsce jest owadem spotykanym rzadko i sporadycznie.